# Relaciones Estados Unidos-Malta
Las relaciones Estados Unidos-Malta son las relaciones diplomáticas entre Estados Unidos y Malta. De acuerdo con una encuesta de la comunidad estadounidense de 2010, hay aproximadamente 35.103 estadounidenses malteses que residen en los Estados Unidos.
De acuerdo con el Informe de liderazgo global de EE. UU. de 2012, el 21% de los malteses aprueba el liderazgo de EE. UU., con un 15% de desaprobación y un 64% de incertidumbre.

## Historia

### Relaciones tempranas hospitalarias–Estados Unidos
En el momento de la Guerra Revolucionaria Americana que estableció los Estados Unidos, Malta era un estado de vasallo independiente de facto gobernada por los Orden de San Juan. Durante la guerra, la Armada francesa incluyó a 1.800 malteses y caballeros de la Orden, que jugaron un papel durante la decisiva Batalla de la Bahía de Chesapeake en 1781. Dos años después, el embajador de los Estados Unidos en Francia Benjamin Franklin presentó una medalla Libertas Americana al Gran Maestro Emmanuel de Rohan-Polduc, agradeciéndole por apoyar la causa estadounidense. Franklin también le pidió a De Rohan que permitiera a los buques estadounidenses en los puertos malteses, y este último concedió esta solicitud. El primer cónsul de Estados Unidos en Malta fue nombrado en 1796.
John Pass (Pace), que reformuló la Campana de la Libertad en 1753, era de origen maltés.

### Malta Británica

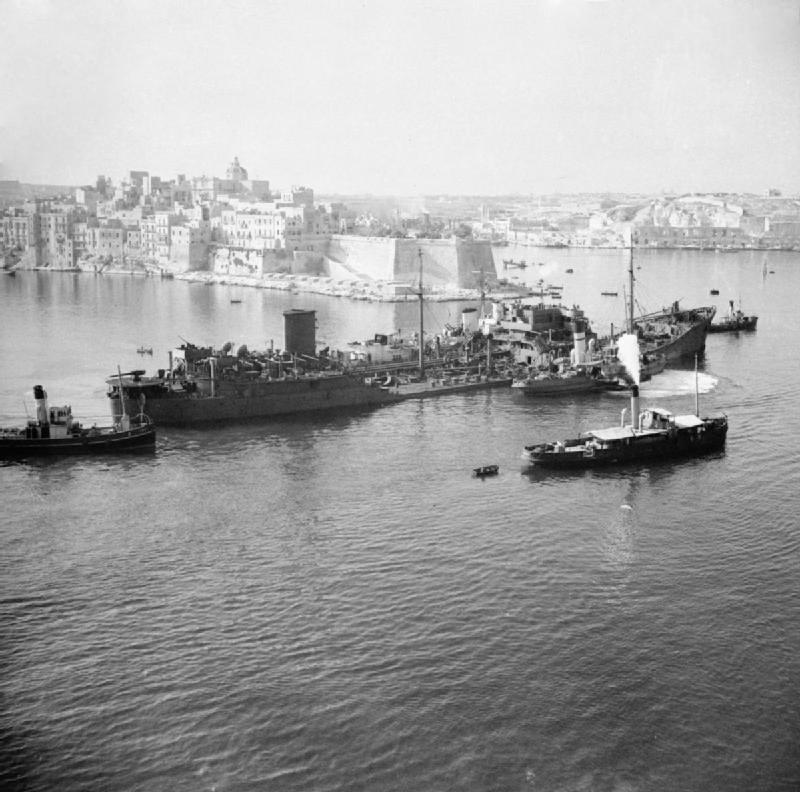
El petrolero estadounidense dañado SS Ohio llegando a Malta, el 15 de agosto de 1942.

Durante la Primera Guerra de Berbería de 1801–05, se permitió a los barcos estadounidenses tomar agua y provisiones de los puertos malteses.
Durante la Segunda Guerra Mundial, algunos barcos estadounidenses participaron en la Operación Pedestal, un convoy británico destinado a suministrar suministros críticos a Malta en agosto de 1942. En particular, el petrolero estadounidense SS Ohio suministró combustible y alimentos cruciales a las islas. Más tarde, en 1942, el portaaviones USS Wasp entregó dos veces Spitfire a Malta.
El general Dwight D. Eisenhower y el primer ministro italiano Pietro Badoglio firmaron un armisticio en septiembre de 1943 a bordo HMS Nelson mientras estaba anclado en el Gran Puerto. Más tarde, en 1943, el presidente de los Estados Unidos Franklin D. Roosevelt visitó Malta, describió la isla como "una pequeña llama brillante en la oscuridad, un faro de esperanza para los días más claros que han llegado".
El primer ministro maltés George Borg Olivier se reunió con el presidente de los Estados Unidos John F. Kennedy en la Casa Blanca el 19 de septiembre de 1963, un año antes de la independencia de Malta.

### Desde la independeicia de Malta

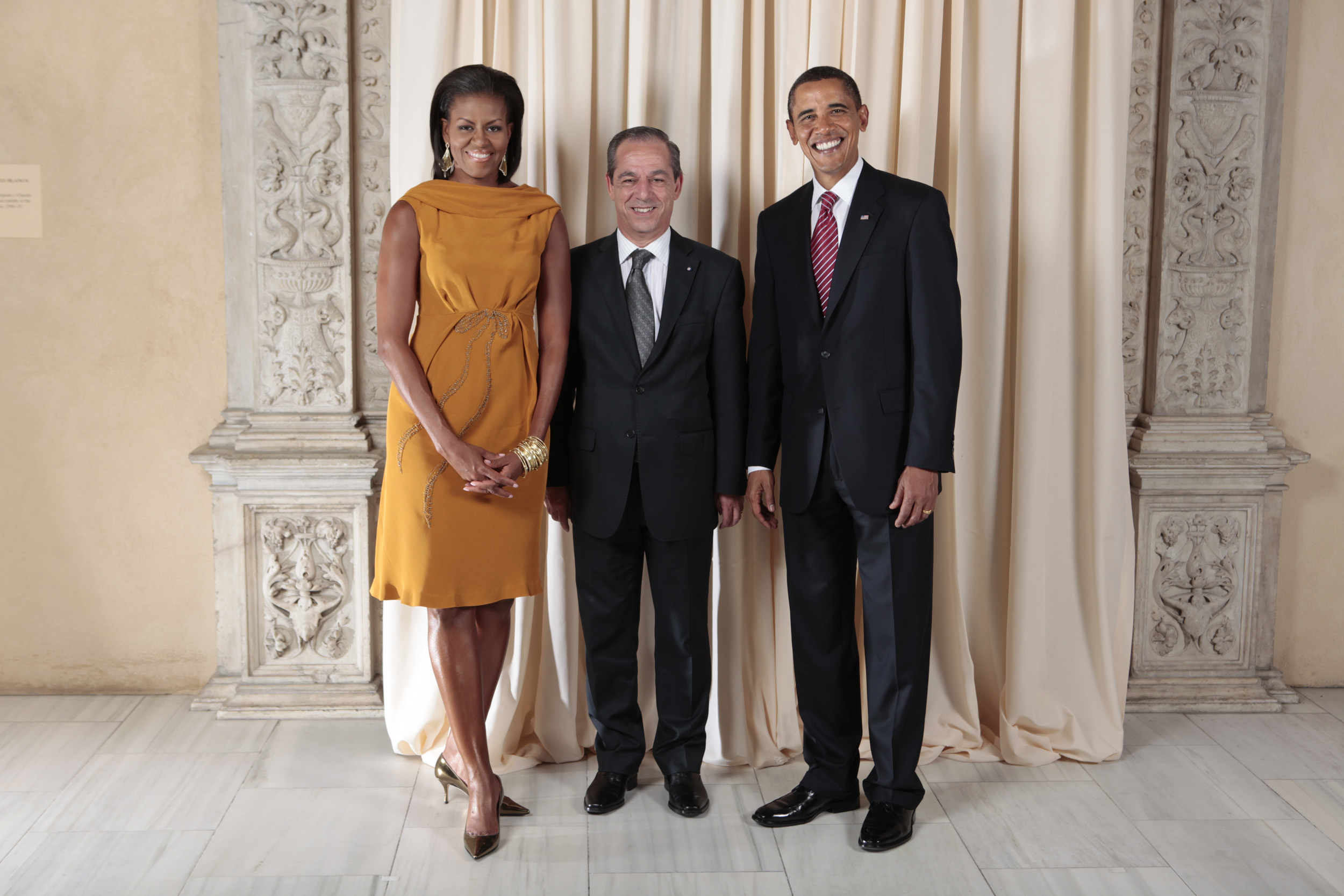
Primer ministro Maltés Lawrence Gonzi con el presidente estadounidense Barack Obama y la primera dama Michelle Obama, septiembre de 2009.

Malta y los Estados Unidos establecieron relaciones diplomáticas plenas en la independencia de Malta en 1964; Las relaciones generales son positivas. Los Estados Unidos simpatizan con la campaña de Malta para atraer inversiones privadas, y algunas empresas que operan en Malta tienen propiedad o inversión en los Estados Unidos. Estos incluyen los principales hoteles, fabricación e instalaciones de reparación, y algunas oficinas que dan servicio a las operaciones locales y regionales.[cita requerida]
El primer ministro maltés Eddie Fenech Adami se reunió con el presidente de Estados Unidos Ronald Reagan en la Casa Blanca en julio de 1988. El 2 y 3 de diciembre de 1989, el presidente de los Estados Unidos George HW Bush se reunió con el líder soviético Mijaíl Gorbachov en la Cumbre de Malta en Marsaxlokk Bahía, donde declararon oficialmente el fin de la Guerra Fría.
En 2005, el primer ministro maltés Lawrence Gonzi se reunió con el presidente de los Estados Unidos George W. Bush en la Casa Blanca. Malta actuó como punto de evacuación para los EE. UU. Y otros ciudadanos durante la Guerra Civil de Libia en 2011. Ese año, la Secretaria de Estado Hillary Clinton visitó Malta brevemente cuando regresaba de Libia. El primer ministro Joseph Muscat se reunió con el presidente Barack Obama varias veces.

## Viajes
Malta está en la lista del Programa de exención de visa de Estados Unidos. Los ciudadanos malteses que tienen un pasaporte biométrico maltés no requieren visa para ingresar a los Estados Unidos.

## Embajadas

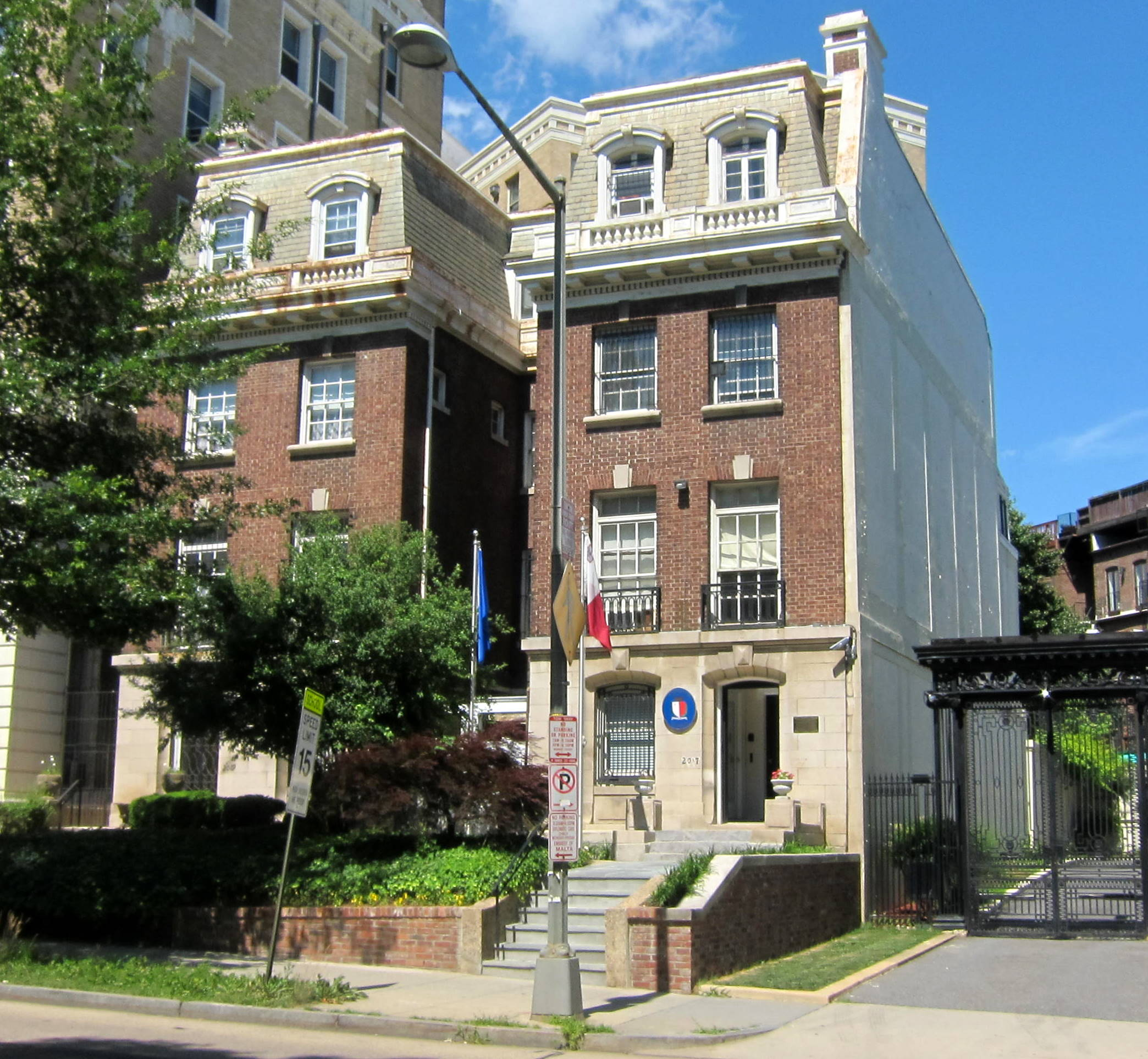
Embajada de Malta en Washington D. C.

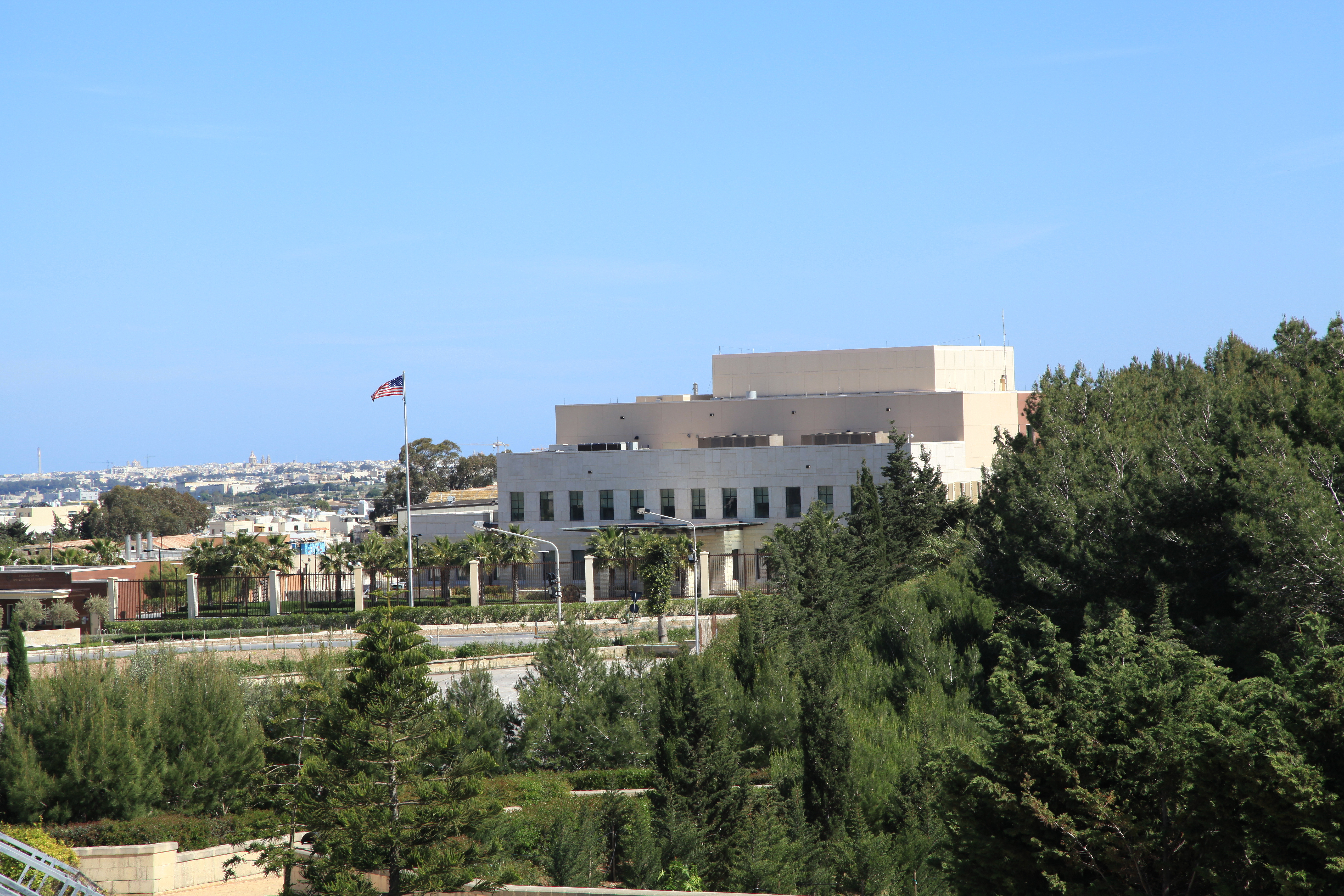
Embajada de Estados Unidos en Ta' Qali.

Los Estados Unidos establecieron su embajada en Malta en 1964. Originalmente estaba ubicada en la capital La Valeta, pero finalmente se mudó a Sliema. Se mudó a Floriana en 1974, y nuevamente a un nuevo edificio en Ta' Qali Parque Nacional en Attard en 2011.f
Malta tiene una embajada en Washington D. C.